# Круглороті
Круглоро́ті (Cyclostomata) — група (ймовірно, поліфілетична) безщелепних (наряду з вимерлими панцирними рибами надкласу Ostracodermi), яка включає всіх безщелепних, що збереглися досі або, іншими словами, всіх черепних, що не входять до класу/надкласу щелепних. Група включає дві підгрупи, зазвичай класи: Міноги (Petromyzoniformes) і Міксини (Myxiniformes). Їхні загальні ознаки, порівняно з іншими черепними: відсутність парних кінцівок (всі плавці непарні), наявність хорди протягом всього життя, овальний або круглий рот, що здатний до центрового скорочення (як зіниця ока) завдяки кільцевим м'язам, повна відсутність рогових утворень на шкірі (лусок тощо), відсутність щелеп.
Походження даної групи істот викликало численні суперечки серед зоосистематиків. Історично висказувалися дві основні гіпотези: по-перше, що обидва класи, входячих до цієї групи, є відносно близько спорідненими, походять від спільного попередника, і, отже надклас є монофілетичною групою (так звана «циклостомна гіпотеза») — на користь неї говорили навіть деякі дані молекулярно-генетичних досліджень ; натомість більш усталена «вертебратна гіпотеза», стверджує, що міноги є більш спорідненими до інших хребетних, ніж до міксин, і, таким чином, круглороті є поліфілетичною групою — на користь цієї гіпотези говорять результати останніх палеонтологічних, біохімічних та ембріологічних досліджень . Тим не менше, для винесення остаточного висновку на користь однієї з гіпотез необхідні додаткові дані.
Позаяк більш обґрунтованою та усталеною вважається вертебратна гіпотеза походження круглоротих, в сучасній систематиці ця група зазвичай не розглядається як таксон, а класи, що входять до нього розглядаються окремо в підтипі Черепні.
В фауні України відмічені два представника круглоротих:мінога українська та мінога угорська (обидві занесені в Червону книгу України).
Круглороті мають ряд прогресивних ознак порівняно з покривниками та головохордовими:
1. зачатки хребцевих дуг
2. печінка